# Erick Berríos
Erick Berríos (Valparaíso, 10 de noviembre de 1981) es un cantante y compositor chileno de cumbia, reconocido por su paso por las agrupaciones Tropikal Sound y Grupo Megapuesta y por su carrera en solitario.

## Carrera

### Inicios, Tropikal Sound y Grupo Megapuesta
Motivado por iniciar una carrera en la música, Berríos realizó su formación en canto popular durante cuatro años en el Conservatorio de la Pontificia Universidad Católica de Valparaíso. Durante el auge del movimiento musical denominado Cumbia Sound, Berríos logró el reconocimiento en su país al vincularse a la agrupación Tropikal Sound a comienzos de la década de 2000. Grabó dos discos con el grupo y aportó su voz en canciones como «Chica bomba», «Bailantero parrandero», «Esa noche» y «Llorando». Tras el final del grupo, se retira para abocarse en la religión evangélica.
En el año 2010 sale de su retiro e invitado por su antiguo compañero Johnny Bartolo, se convirtió en fundador de la agrupación Megapuesta junto a exintegrantes del grupo Noche de Brujas, incluyendo el mismo Bartolo. Grabó su primer álbum con esta formación en 2011, titulado Borrón y cumbia nueva, seguido de Lo mejor de la cumbia un año después. Entre 2014 y 2017 grabó tres discos más con la agrupación: Se juntaron las estrellas (2014), De Chile pa'l mundo (2015) y Nada nos detiene (2017), destacando como autor de 37 de un total de 52 canciones que conforman estos álbumes. El grupo logró popularidad en el país trasandino posicionando varios de sus sencillos en las listas de éxitos y realizando giras en el territorio nacional y en otros países como Argentina, Bolivia y México.
El 25 de enero de 2018, Berríos anunció a través de su cuenta de Instagram su salida del Grupo Megapuesta, indicando que tomó esta decisión por diferencias irreconciliables con uno de los miembros fundadores. El cantante abandonó la formación definitivamente al finalizar la gira promocional del disco Nada nos detiene  en febrero del mismo año.

### Carrera como solista
El 19 de marzo de 2018, Berríos inició oficialmente su carrera en solitario al estrenar su primer sencillo, titulado «Sin mentiras» y seguido de otras producciones como «Amor de papel», «Se me cansó el corazón», «Quiero», «El hombre de tu vida» y «Abrázame». Ese mismo año logró ingresar en el ranking Monitor Latino, alcanzando la primera posición en la categoría Tropical Chile, y empezó a realizar giras en calidad de solista, presentándose en escenarios nacionales como Puerto Natales, Buin, el Teatro de Calama y Teletón la Serena e internacionales como el programa Pasión de Argentina, Alviks Medborgarhus en Estocolmo y numerosos programas de televisión de Bolivia. En 2019 continuó publicando sencillos de forma constante, completando material para la publicación de su primer disco, titulado Sin mentiras, estrenado a fines de ese mismo año, una parte bajo la producción del argentino Marcos Bustamante, creador de los grupos Ráfaga y Potencia y de sus respectivos éxitos, y otra parte de manera independiente.
Durante el aislamiento generado por la emergencia sanitaria del COVID-19, Berríos participó en una serie de presentaciones virtuales llamada «Cumbia en casa», publicando una serie de colaboraciones con otros artistas como Paula Rivas, el Grupo Red, Franco Arroyo, el Grupo Green y Sonido Mazter, entre otros.
El popular cantante argentino de cumbia Daniel Agostini ha grabado tres canciones de su autoría: «Hija de mi vida», «Te amo» y «Yo quiero amarte siempre». Lo propio han hecho las bandas Código Fher de Bolivia (grabando ocho canciones compuestas por Berríos) y la banda mexicana Pequeños Musical (grabando las canciones «Compárame» y «Ahora lloras»).

## Discografía

### Álbumes de estudio

#### Con Megapuesta
- 2011: Borrón y Cumbia Nueva
- 2012: Lo Mejor de la Cumbia
- 2014: Se Juntaron Las Estrellas
- 2015: De Chile Pa'l Mundo
- 2017: Nada Nos Detiene

#### Como solista
- 2020 - Sin mentiras
- 2021 - Ruge Erick
- 2023 - G A

### Sencillos
| Año  | Título                             | Discográfica  |
| ---- | ---------------------------------- | ------------- |
| 2018 | «Sin mentiras»                     | Independiente |
| 2018 | «Amor de papel»                    | Independiente |
| 2018 | «Se me cansó el corazón»           | Independiente |
| 2018 | «Quiero»                           | Independiente |
| 2018 | «El hombre de tu vida»             | Independiente |
| 2018 | «Abrázame»                         | Independiente |
| 2019 | «Déjame amarte»                    | Independiente |
| 2019 | «Señor amante»                     | Independiente |
| 2019 | «Deja de besarme así»              | Independiente |
| 2019 | «La misma mujer»                   | Independiente |
| 2019 | «Mi verdad»                        | Independiente |
| 2019 | «Mix Tropikal»                     | Independiente |
| 2019 | «Llegará ese amor»                 | Independiente |
| 2019 | «Luna»                             | Independiente |
| 2020 | «Fuera de control»                 | Independiente |
| 2020 | «Resistiré - Unidos por la cumbia» | Independiente |
| 2020 | «No pretendas»                     | Independiente |
| 2020 | «Falsas mentiras»                  | Independiente |
| 2020 | «Me la pagarás»                    | Independiente |
| 2020 | «Extrañándote»                     | Independiente |
| 2020 | «Juntos saldremos adelante»        | Independiente |
| 2020 | «Casi morí»                        | Independiente |
| 2020 | «Mujer, quiero amarte»             | Independiente |
| 2020 | «La misma mujer»                   | Independiente |
| 2020 | «Lo que me hizo usted»             | Independiente |
| 2020 | «Falsa traición»                   | Independiente |
| 2020 | «Mix Erick Berríos (Popurrí)»      | Independiente |
| 2020 | «Hijo perdóname»                   | Independiente |
| 2020 | «Sobreviviré»                      | Independiente |
| 2020 | «Por qué no me besas»              | Independiente |
| 2021 | «Buenos amigos»                    | Independiente |
| 2021 | «No te quiero»                     | Independiente |
| 2021 | «Nada se compara contigo»          | Independiente |
| 2021 | «Mi mayor anhelo»                  | Independiente |
| 2021 | «Mix Sound Nivel Dios»             | Independiente |
| 2021 | «No dejes de bailar»               | Independiente |
| 2021 | «Eso yo quiero»                    | Independiente |
| 2021 | «Mix Camilo Sesto»                 | Independiente |
| 2021 | «Vuelve»                           | Independiente |
| 2021 | «Mix Sound Nivel Dios 2»           | Independiente |
| 2022 | «Mix Los Ángeles Negros»           | independiente |
| 2022 | «Mi mamá es mi abuela»             | independiente |
| 2022 | «Vas a llorar»                     | independiente |